# ラデンツィ
ラデンツィ(Radenci)は、スロベニアの市である。